# Campionati italiani assoluti di atletica leggera 2005
I XCV campionati italiani assoluti di atletica leggera si sono tenuti a Bressanone, presso la Raiffeisen Arena, dal 25 al 26 giugno 2005. È stata la prima edizione disputatasi nella cittadina altoatesina.
Sono stati assegnati 42 titoli italiani in 21 specialità, al maschile e al femminile.

## Risultati

### Le gare del 25-26 giugno a Bressanone

#### Uomini
| Specialità                                                                              | Oro                                                                              | Prestazione | Argento                                          | Prestazione | Bronzo                                                    | Prestazione |
| Corse                                                                                   |                                                                                  |             |                                                  |             |                                                           |             |
| 100 m                                                                                   | Simone Collio Gruppi Sportivi Fiamme Gialle                                      | 10"56       | Luca Verdecchia Gruppo Sportivo Fiamme Oro       | 10"57       | Emanuele Di Gregorio Centro Sportivo Aeronautica Militare | 10"65       |
| 200 m                                                                                   | Koura Kaba Fantoni Gruppi Sportivi Fiamme Gialle                                 | 20"58       | Alessandro Attene Gruppo Sportivo Fiamme Azzurre | 20"83       | Alessandro Cavallaro Gruppi Sportivi Fiamme Gialle        | 20"96       |
| 400 m                                                                                   | Andrea Barberi Gruppi Sportivi Fiamme Gialle                                     | 45"89       |                                                  |             |                                                           |             |
| 800 m                                                                                   | Andrea Longo Gruppo Sportivo Fiamme Oro                                          | 1'51"21     | Maurizio Bobbato Centro Sportivo Carabinieri     | 1'51"47     |                                                           |             |
| 1500 m                                                                                  | Christian Obrist Centro Sportivo Carabinieri                                     | 3'45"14     |                                                  |             |                                                           |             |
| 5000 m                                                                                  | Simone Zanon Gruppo Sportivo Fiamme Oro                                          | 14'03"99    |                                                  |             |                                                           |             |
| 10 000 m                                                                                |                                                                                  |             |                                                  |             |                                                           |             |
| 3000 m siepi                                                                            | Yuri Floriani Gruppi Sportivi Fiamme Gialle                                      | 8'44"08     |                                                  |             |                                                           |             |
| 110 m hs                                                                                | Andrea Giaconi Gruppi Sportivi Fiamme Gialle                                     | 14"12       |                                                  |             |                                                           |             |
| 400 m hs                                                                                | Gianni Carabelli Centro Sportivo Carabinieri                                     | 49"07       | Laurent Ottoz Gruppi Sportivi Fiamme Gialle      | 49"65       |                                                           |             |
| Marcia 10 000 m                                                                         |                                                                                  |             |                                                  |             |                                                           |             |
| Staffetta 4×100 m                                                                       | Carabinieri Andrea Rabino Alessandro Rocco Stefano Bellotto Massimiliano Dentali | 40"01       |                                                  |             |                                                           |             |
| Staffetta 4×400 m                                                                       |                                                                                  |             |                                                  |             |                                                           |             |
| Concorsi                                                                                |                                                                                  |             |                                                  |             |                                                           |             |
| Salto in alto                                                                           | Nicola Ciotti Centro Sportivo Carabinieri                                        | 2,28 m      | Giulio Ciotti Gruppo Sportivo Fiamme Azzurre     | 2,28 m      | Andrea Bettinelli Gruppi Sportivi Fiamme Gialle           | 2,24 m      |
| Salto con l'asta                                                                        |                                                                                  |             |                                                  |             |                                                           |             |
| Salto in lungo                                                                          |                                                                                  |             |                                                  |             |                                                           |             |
| Salto triplo                                                                            | Paolo Camossi Gruppo Sportivo Fiamme Azzurre                                     | 16,86 m     |                                                  |             |                                                           |             |
| Getto del peso                                                                          |                                                                                  |             |                                                  |             |                                                           |             |
| Lancio del disco                                                                        | Hannes Kirchler Centro Sportivo Carabinieri                                      | 60,84m      | Diego Fortuna Centro Sportivo Carabinieri        | 60,83 m     |                                                           |             |
| Lancio del martello                                                                     | Nicola Vizzoni Gruppi Sportivi Fiamme Gialle                                     | 74,29 m     |                                                  |             |                                                           |             |
| Lancio del giavellotto                                                                  | Francesco Pignata Gruppi Sportivi Fiamme Gialle                                  | 78,36 m     |                                                  |             |                                                           |             |
| record dei campionati; record nazionale; record personale; record personale stagionale. |                                                                                  |             |                                                  |             |                                                           |             |

#### Donne
| Specialità                                                                              | Oro                                                                          | Prestazione | Argento                                                | Prestazione | Bronzo                                         | Prestazione |
| Corse                                                                                   |                                                                              |             |                                                        |             |                                                |             |
| 100 m                                                                                   | Vincenza Calì Gruppo Sportivo Fiamme Azzurre                                 | 11"59       | Maria Aurora Salvagno CUS Sassari                      | 11"95       | Giulia Arcioni Atletica Studentesca Cariri     | 11"98       |
| 200 m                                                                                   | Vincenza Calì Gruppo Sportivo Fiamme Azzurre                                 | 23"22       |                                                        |             |                                                |             |
| 400 m                                                                                   | Daniela Reina Gruppo Sportivo Fiamme Azzurre                                 | 53"47       |                                                        |             |                                                |             |
| 800 m                                                                                   |                                                                              |             |                                                        |             |                                                |             |
| 1500 m                                                                                  | Eleonora Berlanda US Quercia Rovereto                                        | 4'13"66     |                                                        |             |                                                |             |
| 5000 m                                                                                  | Silvia Weissteiner ASV Sterzing VB Latella NB                                | 16'14"11    |                                                        |             |                                                |             |
| 10 000 m                                                                                |                                                                              |             |                                                        |             |                                                |             |
| 3000 m siepi                                                                            | Elena Romagnolo CUS Bologna                                                  | 10'22"25    |                                                        |             |                                                |             |
| 100 m hs                                                                                | Micol Cattaneo Centro Sportivo Carabinieri                                   | 13"49       |                                                        |             |                                                |             |
| 400 m hs                                                                                | Benedetta Ceccarelli Fondiaria SAI Atletica                                  | 55"66       | Monika Niederstätter Gruppo Sportivo Forestale         | 55"95       | Elisa Scardanzan Athletic Club Belluno         | 57"31       |
| Marcia 5 000 m                                                                          |                                                                              |             |                                                        |             |                                                |             |
| Staffetta 4×100 m                                                                       | Atletica Camelot Giulia Bossi Elena Sordelli Marta Avogadri Manuela Levorato | 45"73       |                                                        |             |                                                |             |
| Staffetta 4×400 m                                                                       |                                                                              |             |                                                        |             |                                                |             |
| Concorsi                                                                                |                                                                              |             |                                                        |             |                                                |             |
| Salto in alto                                                                           |                                                                              |             |                                                        |             |                                                |             |
| Salto con l'asta                                                                        | Sara Bruzzese Centro Sportivo Esercito                                       | 4,10 m      | Francesca Dolcini Fondiaria SAI Atletica               | 4,05 m      | Anna Giordano Bruno CUS Trieste                | 4,00 m      |
| Salto in lungo                                                                          | Fiona May Atletica Cento Torri Pavia                                         | 6,50 m w    | Ilaria Beltrami CUS Atletica 2000 Milano               | 6,31 m      | Valeria Canella Gruppo Sportivo Fiamme Azzurre | 6,13 m      |
| Salto triplo                                                                            | Simona La Mantia Gruppi Sportivi Fiamme Gialle                               | 14,62 m     | Magdelin Martinez Assindustria Sport Padova            | 14,59 m     |                                                |             |
| Getto del peso                                                                          | Chiara Rosa Gruppo Sportivo Fiamme Azzurre                                   | 18,71 m     | Assunta Legnante Atletica Camelot                      | 18,56 m     | Cristiana Checchi Gruppo Sportivo Forestale    | 18,12 m     |
| Lancio del disco                                                                        |                                                                              |             |                                                        |             |                                                |             |
| Lancio del martello                                                                     | Ester Balassini Gruppi Sportivi Fiamme Gialle                                | 73,59 m     | Clarissa Claretti Centro Sportivo Aeronautica Militare | 68,23 m     | Silvia Salis Gruppo Sportivo Forestale         | 64,67 m     |
| Lancio del giavellotto                                                                  |                                                                              |             |                                                        |             |                                                |             |
| record dei campionati; record nazionale; record personale; record personale stagionale. |                                                                              |             |                                                        |             |                                                |             |

### La mezza maratona del 4 settembre a Recanati
| Specialità              | Oro                                               | Prestazione | Argento                                       | Prestazione | Bronzo                                             | Prestazione |
| Mezza maratona (uomini) | Fabio Mascheroni Calcestruzzi Corradini Excelsior | 1h04'58"    | Francesco Bennici Centro Sportivo Carabinieri | 1h05'05"    | Francesco Ingargiola Gruppi Sportivi Fiamme Gialle | 1h05'23"    |
| Mezza maratona (donne)  | Bruna Genovese Gruppo Sportivo Forestale          | 1h14'40"    | Ivana Iozzia Calcestruzzi Corradini Excelsior | 1h16'27"    | Lucilla Andreucci Gruppo Sportivo Forestale        | 1h16'53"    |

### La maratona del 24 aprile a Padova
| Specialità        | Oro                                           | Prestazione | Argento                                 | Prestazione | Bronzo                                          | Prestazione |
| Maratona (uomini) | Vincenzo Modica Gruppo Sportivo Fiamme Oro    | 2h14'03"    | Angelo Carosi Gruppo Sportivo Forestale | 2h14'45"    | Paolo Battelli Calcestruzzi Corradini Excelsior | 2h17"46     |
| Maratona (donne)  | Ivana Iozzia Calcestruzzi Corradini Excelsior | 2h35'55"    | Silvia Sommaggio Atletica ASI Veneto    | 2h36'29"    | Maria Cocchetti Cover Sportiva Mapei            | 2h36'37"    |